# RXRA
RXRA (англ. Retinoid X receptor alpha) – білок, який кодується однойменним геном, розташованим у людей на короткому плечі 9-ї хромосоми. Довжина поліпептидного ланцюга білка становить 462 амінокислот, а молекулярна маса — 50 811.
| 10         |  | 20         |  | 30         |  | 40         |  | 50         |
| ---------- |  | ---------- |  | ---------- |  | ---------- |  | ---------- |
| MDTKHFLPLD |  | FSTQVNSSLT |  | SPTGRGSMAA |  | PSLHPSLGPG |  | IGSPGQLHSP |
| ISTLSSPING |  | MGPPFSVISS |  | PMGPHSMSVP |  | TTPTLGFSTG |  | SPQLSSPMNP |
| VSSSEDIKPP |  | LGLNGVLKVP |  | AHPSGNMASF |  | TKHICAICGD |  | RSSGKHYGVY |
| SCEGCKGFFK |  | RTVRKDLTYT |  | CRDNKDCLID |  | KRQRNRCQYC |  | RYQKCLAMGM |
| KREAVQEERQ |  | RGKDRNENEV |  | ESTSSANEDM |  | PVERILEAEL |  | AVEPKTETYV |
| EANMGLNPSS |  | PNDPVTNICQ |  | AADKQLFTLV |  | EWAKRIPHFS |  | ELPLDDQVIL |
| LRAGWNELLI |  | ASFSHRSIAV |  | KDGILLATGL |  | HVHRNSAHSA |  | GVGAIFDRVL |
| TELVSKMRDM |  | QMDKTELGCL |  | RAIVLFNPDS |  | KGLSNPAEVE |  | ALREKVYASL |
| EAYCKHKYPE |  | QPGRFAKLLL |  | RLPALRSIGL |  | KCLEHLFFFK |  | LIGDTPIDTF |
| LMEMLEAPHQ |  | MT         |  |            |  |            |  |            |

A: Аланін

C: Цистеїн

D: Аспарагінова кислота

E: Глутамінова кислота

F: Фенілаланін

G: Гліцин

H: Гістидин

I: Ізолейцин

K: Лізин

L: Лейцин

M: Метіонін

N: Аспарагін

P: Пролін

Q: Глутамін

R: Аргінін

S: Серин

T: Треонін

V: Валін

W: Триптофан

Кодований геном білок за функціями належить до рецепторів, фосфопротеїнів. 
Задіяний у таких біологічних процесах, як взаємодія хазяїн-вірус, транскрипція, регуляція транскрипції, альтернативний сплайсинг. 
Білок має сайт для зв'язування з іонами металів, іоном цинку, ДНК. 
Локалізований у ядрі.